# Kurt Ballou
Kurt Ballou (Massachusetts, Estados Unidos, 1 de febrero de 1974) es un músico y productor estadounidense, conocido por ser el guitarrista de la banda de metalcore Converge y por su prolífico trabajo de grabación y producción en GodCity Studio.

## Primeros años y personal
Kurt Ballou comenzó a tocar el saxofón en la escuela primaria. Toco en bandas de jazz, conciertos y orquestas, tocando entre saxofón barítono, fagot y clarinete bajo. Ballou fue aceptado para unirse a la Hartford School of Music, pero optó por estudiar ingeniería aeroespacial en su lugar. Su padre solía tener una guitarra que Ballou tocaba ocasionalmente, pero a él le empezó interesar cuando un amigo de la escuela le dio unas cintas de Slayer a la edad de dieciséis años.
El es vegano y sigue un estilo de vida straight edge.

## Carrera
Desde 1990, Kurt Ballou toca en Converge. Desde 1996 a 2000, Ballou tocó en la banda de punk rock The Huguenots. Desde 1996 a 1999, Ballou y Stephen Brodsky tocaron en la banda de rock Kid Kilowatt. En 1998 Ballou estableció GodCity Studio. Desde 1999 a 2002, Ballou y Ben Koller tocaron en la banda de punk rock Blue/Green Heart.

## GodCity Studio
A finales de la década de 1990, Kurt Ballou trabajaba como ingeniero biomédico cuando su proyecto se canceló. En lugar de seleccionar un puesto diferente dentro de la misma compañía con la que había trabajado durante seis años, Ballou optó por recibir un paquete de indemnización que utilizó para construir su propio estudio de grabación. Sus experiencias y conocimientos en ingeniería se trasladan a su trabajo de grabación. En cuanto a la precisión técnica de Ballou como productor, Jacob Bannon ha declarado que "nada se le escapa; es inspirador verlo trabajar."
Establecido en 1998, GodCity Studio se encuentra en el estado natal de Ballou, Massachusetts. Una de las primeras grabaciones del estudio fue Until Your Heart Stops de Cave In. En la producción del álbum, Ballou se ocupó de toda la producción, ingeniería y masterización.
Ballou ha declarado que colaborar en Jane Doe con el coproductor Matthew Ellard fue una gran experiencia de aprendizaje para él como ingeniero y productor. Ellard dijo en tono de broma que Ballou "lo miró como un halcón" durante el proceso de ingeniería y producción.
En 2005, Ballou remezcló y remasterizó Petitioning the Empty Sky y When Forever Comes Crashing de Converge. Ballou ha declarado que, debido a la calidad de las grabaciones de Converge, ha mejorado tanto que las grabaciones originales se estaban "distrayendo". Ballou también ha producido y coproducido varios álbumes de Converge, incluidos Jane Doe de 2001, You Fail Me de 2004 y No Heroes de 2006. También ha producido a varias bandas independientes de metal y hardcore, incluyendo Board Up the House de Genghis Tron, Meanderthal de Torche, Live the Storm de Disfear, Villains de Stray from the Path, Black Eye Blues de Lewd Acts, Our Circle Is Vicious de Rise and Fall, Rust de Harm's Way y Forever de Code Orange.
Una de las razones por las que Ballou afirmó entrar al estudio de la música fue para tener "el máximo control sobre la música [de Converge]", afirmó además: "Cuando empezábamos, nadie quería ayudarnos de todos modos, así que si no tomábamos el control, no se haría nada." Ballou ha afirmado admirar a productores como Ken Andrews, Martin Bisi, Fred Drake, Steve Albini y Don Zientara.

## Discografía

### Con Converge
- 1994: Halo in a Haystack
- 1996: Petitioning the Empty Sky
- 1998: When Forever Comes Crashing
- 2001: Jane Doe
- 2004: You Fail Me
- 2006: No Heroes
- 2009: Axe to Fall
- 2012: All We Love We Leave Behind
- 2017: The Dusk in Us

### Con The Huguenots
- 1998: The Huguenots (EP)
- 2000: The Huguenots / Sevenpercentsolution
- 2007: Discography

### Con Blue/Green Heart
- 2001: Self Esteem Through Modern Science (EP)

### Con Kid Kilowatt
- 2004: Guitar Method